# Jamyang Dorjee Chakrishar
Jamyang Dorjee Chakrishar ou Jamyang Dorjee (tibétain : འཇམ་དབྱངས་རྡོ་རྗེ་, Wylie : 'jam-dbyangs rdo rje), né en 1954 à Lhassa, est un homme politique et un calligraphe tibétain. Président du Réseau international de soutien au Tibet, il a été directeur de l'Institut tibétain des arts du spectacle.

## Biographie

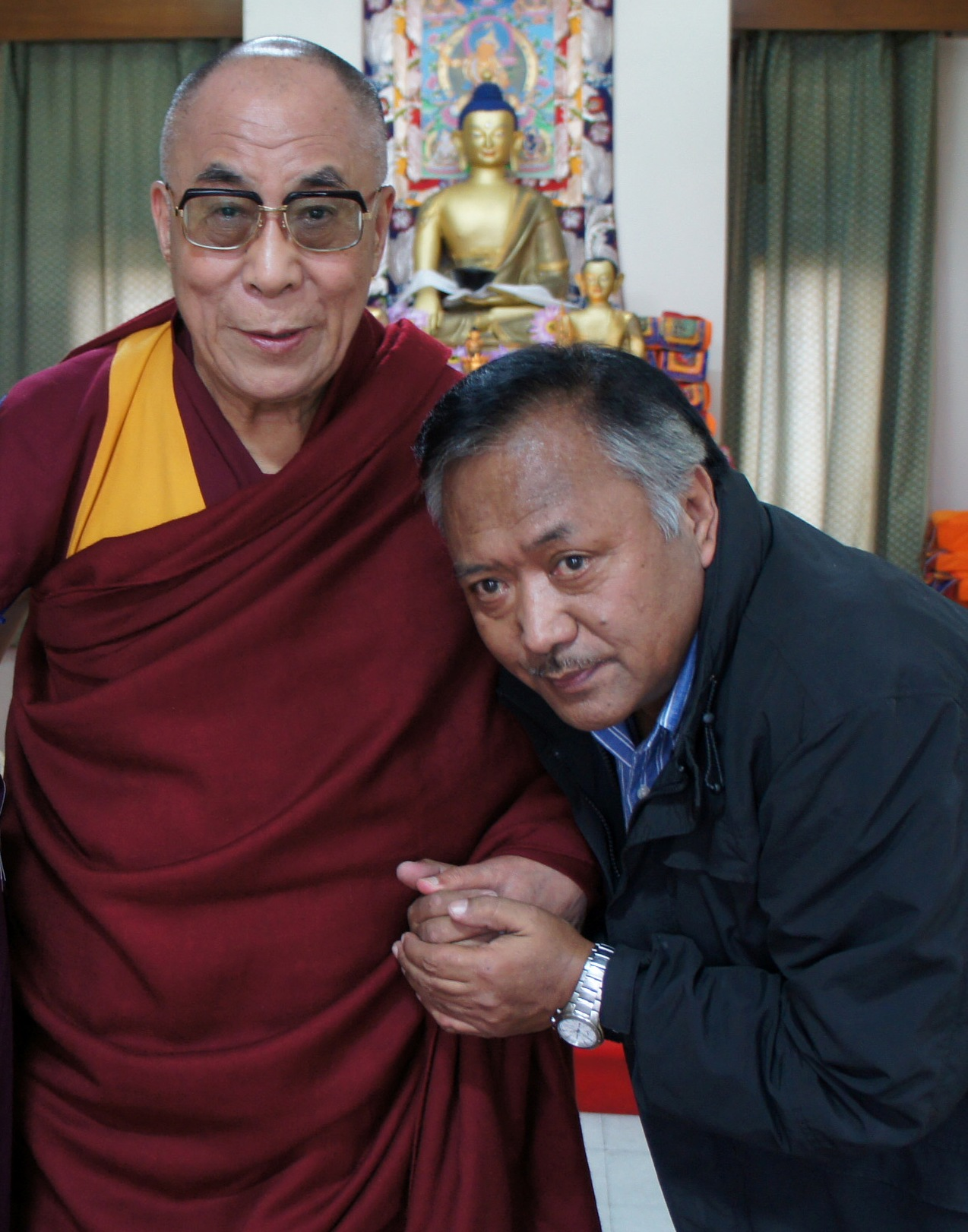
Le 14e dalaï-lama et Jamyang Dorjee en novembre 2010.

En 1960, lors de l'exode suivant le soulèvement tibétain de 1959, il accompagne ses parents qui s'enfuient du Tibet pour se réfugier au Sikkim.
Après sa scolarité à Simla et Mussoorie, où il reçut une formation en tibétain, anglais, hindi et en népalais, il est diplômé de l'Université de Delhi.
Entre 1988 et 1994, il travailla dans l'administration indienne au Sikkim en tant que secrétaire et prit sa retraite en 1994 pour aider la communauté tibétaine. Il fut secrétaire adjoint du ministère de la religion et de la culture du gouvernement tibétain en exil, puis directeur de l'Institut tibétain des arts du spectacle (TIPA) de 1994 à 2000.
Sous sa direction, le TIPA et sa déléguée Dolma Choden enseignent à la troupe du Théâtre du Soleil la danse du cerf (shawa chukar) pour la création de la pièce Et soudain, des nuits d'éveil d'Hélène Cixous et mise en scène par Ariane Mnouchkine.
En 1998, il accompagne la tournée en France de la troupe du TIPA qui se produit trois mois au Théâtre du Soleil à la Cartoucherie de Vincennes et en décembre à un Festival de l'Himalaya. C'est au cours de ce séjour que Jamyang traduisit et adapta en langue tibétaine le film indien Shaheed, un film qu'il dirigea, produit par le TIPA et sorti en 1999 sous le nom de Tsampai Shenkhok (Loyauté).
En 2000, en tant que directeur du TIPA, il invita le 17e karmapa récemment enfui du Tibet, à la commémoration de l’intronisation du 14e dalaï-lama en février, en présence des responsables du gouvernement tibétain, d'officiels indiens et de hauts dignitaires religieux tibétains, où le karmapa fit sa première apparition publique en Inde à Dharamsala,.
Il a été membre du Congrès de la jeunesse tibétaine de 1994 à 1999.
En 2001 il rejoint le Bureau du Tibet à New Delhi où il coordonne les relations entre les Indiens et les Tibétains. Il a démissionné de l'administration centrale tibétaine en 2004, pour aider la communauté en tant que membre d'organisation-non-gouvernementales, dont le Réseau international de soutien au Tibet dont il est l'un des présidents,.
Il est conseiller éditorial de Radio Free Asia.
Il vit au Népal et travaille comme coordinateur régional du Conservancy for Tibetan Arts and Culture (CTAC).
Jamyang Dorjee Chakrishar a appris la calligraphie tibétaine traditionnelle utilisant le bambou. Il a réalisé la plus longue calligraphie au monde. Elle reproduit les prières de longue vie au 14e dalaï-lama de 32 maîtres tibétains, compilées par le tibétologue Tashi Tsering, sur un papier traditionnel du Tibet et du Népal mesurant 163,2 mètres, pesant 52 kilos, et comprenant 65 000 caractères tibétains dessinés à l'encre Sumi. Lodi Gyari, président du CTAC, a remis un certificat à Jamyang Dorjee Chakrishar en reconnaissance de son œuvre.